# Sherwood King
Raymond Sherwood King (* 1904; † 1981) war ein US-amerikanischer Schriftsteller.

## Leben
Sherwood King schrieb über mehrere Dekaden eine Reihe von Kriminalromanen. Bekanntheit erlangte er durch seinen Krimi If I Die Before I Wake (1938), der 1947 von Regisseur Orson Welles als Die Lady von Shanghai (The Lady from Shanghai) mit Rita Hayworth verfilmt wurde. In Deutschland wurde der Roman später unter den Titeln Das Geständnis des Laurence Planter und Willst du mein Mörder sein? veröffentlicht. Darin gerät der ehemalige Matrose Laurence Planter als Chauffeur einer verführerischen Frau, deren Mann verkrüppelt ist, in ein Netz aus Intrigen und Mord. Für den Film schrieb Welles den Roman in ein Drehbuch um, fügte zahlreiche Details und Wendungen hinzu und änderte den Namen des Helden in Michael O’Hara um, den Welles auch im Film spielte. 
Weitere Romane aus Kings Feder, die er zum Teil als Sherry King veröffentlichte, sind Echo Over the Lethe (1934), Between Murders (1935, in Großbritannien 1941 auch als Death Carries a Cane veröffentlicht), A Price for Murder (1957) und Did We Beat the Reds to Venus? (1961).